# Kocsola
Kocsola là một thị trấn thuộc hạt Tolna, Hungary. Thị trấn này có diện tích 33,34 km², dân số năm 2010 là 1250 người, mật độ 37 người/km².